# Bożena Batycka
Bożena Batycka (ur. 1951) – polska bizneswomen, przedsiębiorca, projektantka mody.

## Życiorys
Absolwentka Ekonomii i Handlu Zagranicznego na Uniwersytecie Gdańskim. Pracę w firmie Batycki, założonej przez teścia Tadeusza Batyckiego, rozpoczęła w 1989 roku, a od 1997 roku była projektantką kolekcji galanterii skórzanej i biżuterii domu mody Batycki. 
Laureatka wielu nagród w dziedzinie biznesu i mody: została „Bursztynową Kobietą Biznesu” według magazynu Zwierciadło, otrzymała statuetkę platynowego gołębia i Oscara Mody, a marka Batycki została uznana za „Markę Przyszłości” według miesięcznika Businessman Magazine.

## Życie prywatne
Z Maciejem Batyckim ma dwóch synów: Tomasza (ur. 1974) i Grzegorza (ur. 1975).